# Фернандес, Каики
Ка́ики Ферна́ндес Ме́ло (порт.-браз. Kaiky Fernandes Melo; род. 12 января 2004, Сантус) — бразильский футболист,  центральный защитник испанского клуба «Альмерия», выступающий на правах аренды за «Альбасете».

## Клубная карьера
В семилетнем возрасте начал выступать за футзальную команду «Портуариос». В 2013 году перешёл в «Сантос». В декабре 2020 года подписал свой первый профессиональный контракт с «Сантосом».
28 февраля 2021 года дебютировал в основном составе «Сантоса» в матче Лиги Паулиста против «Санту-Андре». 9 марта 2021 года дебютировал в Кубке Либертадорес, забив победный гол в матче против венесуэльского клуба «Депортиво Лара».
В июле 2022 года перешёл в испанский клуб «Альмерия» за 7 млн евро, подписав шестилетний контракт.

## Карьера в сборной
В 2019 году в составе сборной Бразилии до 15 лет сыграл на чемпионате Южной Америки (до 15 лет). Каики был капитаном бразильцев, выигравших этот турнир. В финальном матче против сборной Аргентины забил решающий одиннадцатиметровый удар в послематчевой серии пенальти.

## Достижения
Сборная Бразилии (до 15 лет)
- Победитель чемпионата Южной Америки для игроков до 15 лет: 2019